# Anosia kawiensis
Anosia kawiensis är en fjärilsart som beskrevs av Hans Fruhstorfer 1899. Anosia kawiensis ingår i släktet Anosia och familjen praktfjärilar. Inga underarter finns listade i Catalogue of Life.